# Championnats de Grèce d'athlétisme
Le championnat grec d’athlétisme, en grec moderne : Πανελλήνιο πρωτάθλημα στίβου - Panellínio protáthlima stívou, est une compétition annuelle d'athlétisme en plein air organisée par l'association hellénique d'athlétisme amateur, qui fait office de championnat national pour ce sport en Grèce.
L'événement est organisé pour la première fois en 1896 et des épreuves pour les femmes sont ajoutées au programme en 1930. Les championnats masculins et féminins sont organisés à la fois comme des compétitions séparées et au même endroit. Des championnats annuels distincts sont organisés pour les épreuves de course sur route et de marche athlétique. Il existe également un championnat grec d'athlétisme en salle. 